# QUIK
QUIK (от англ. Quickly Updatable Information Kit — «быстро обновляемая информационная панель») — российский программный комплекс для организации доступа к биржевым торгам через интернет (интернет-трейдинга). Состоит из серверной части и терминалов-клиентов, взаимодействующих между собой через интернет.

## История
QUIK был запущен в декабре 1999 года с возможностью доступа к Сибирской межбанковской валютной бирже и был создан программистами СМВБ. Изначально QUIK был системой, транслирующей котировки в реальном времени в офисы банков, а заявки в обратную сторону передавались по телефону. Позднее была добавлена возможность посылать их через интернет.
В 2000 году QUIK был выведен в отдельную компанию «СМВБ — Информационные технологии», которая в октябре 2007 года была переименована в ARQA Technologies. По состоянию на 2011 год владельцем 83 % компании являлся Сергей Першин, бывший административный директор СМВБ, но, по данным издания finanz.ru, настоящими бенефециарами являются Николай Анохин, бывший президент СМВБ, и Владимир Курляндчик, директор по развитию ARQA Technologies.
По состоянию на 2014 год систему Quik используют около 300 банков, инвестиционных и управляющих компаний. По оценке Алексея Хорунжего, председателя технического совета ГК «Алор» и председателя IT-комитета Московской биржи, по состоянию на 2014 год QUIK занимает 80 % рынка.